# Srednje Prilišće
Srednje Prilišće – wieś w Chorwacji, w żupanii karlowackiej, w gminie Netretić. W 2011 roku liczyła 24 mieszkańców.